# Discografia de Lynyrd Skynyrd
A discografia de Lynyrd Skynyrd, banda norte-americana formada em 1964 por Ronnie Van Zant (vocais), Gary Rossington (guitarra rítmica e solo), Allen Collins, (guitarra solo e rítmica) e Bob Burns (bateria), consiste em treze álbuns de estúdio, sete álbuns ao vivo, cinco álbuns vídeo, vinte e três coletâneas e trintasingles oficiais.
A banda já lançou inúmeros álbuns em toda sua carreira, e já vendeu mais de 50 milhões de álbuns em todo o mundo.

## Álbuns

### Álbuns de estúdio
| Ano                                             | Detalhes | Posições nas paradas | Posições nas paradas | Posições nas paradas | Posições nas paradas | Posições nas paradas | Posições nas paradas | Posições nas paradas | Posições nas paradas | Posições nas paradas | Certificações             |
| Ano                                             | Detalhes | US                   | CAN                  | FIN                  | FRA                  | GER                  | NOR                  | SWE                  | SWI                  | UK                   | Certificações             |
| ----------------------------------------------- | --- | -------------------- | -------------------- | -------------------- | -------------------- | -------------------- | -------------------- | -------------------- | -------------------- | -------------------- | ------------------------- |
| 1973                                            | (Pronounced 'Lĕh-'nérd 'Skin-'nérd) - Lançamento: 13 de agosto - Gravadora: MCA Records - Formato: CD, CS, LP     | 27                   | —                    | —                    | —                    | —                    | —                    | —                    | —                    | —                    | EUA: 2× Platina RU: Prata |
| 1974                                            | Second Helping - Lançamento: 15 de abril - Gravadora: MCA Records - Formato: CD, CS, LP                           | 12                   | 9                    | —                    | —                    | —                    | —                    | —                    | —                    | —                    | EUA: 2× Platina           |
| 1975                                            | Nuthin' Fancy - Lançamento: 24 de março - Gravadora: MCA Records - Formato: CD, CS, LP                            | 9                    | —                    | —                    | —                    | —                    | —                    | —                    | —                    | 43                   | EUA: Platina              |
| 1976                                            | Gimme Back My Bullets - Lançamento: 2 de fevereiro - Gravadora: MCA Records - Formato: CD, CS, LP                 | 20                   | 2                    | 2                    | 1                    | -                    | 4                    | 3                    | 1                    | 34                   | EUA: Ouro                 |
| 1977                                            | Street Survivors - Lançamento: 17 de outubro - Gravadora: MCA Records - Formato: CD, CS, LP                       | 5                    | 3                    | —                    | —                    | —                    | —                    | —                    | —                    | 13                   | EUA: 2× Platina           |
| 1991                                            | Lynyrd Skynyrd 1991 - Lançamento: 11 de junho - Gravadora: Atlantic Records - Formato: CD, CS, LP                 | 64                   | 39                   | —                    | —                    | —                    | —                    | 44                   | —                    | —                    |                           |
| 1993                                            | The Last Rebel - Lançamento: 16 de fevereiro - Gravadora: Atlantic Records - Formato: CD, CS, LP                  | 64                   | -                    | 6                    | 2                    | 80                   | —                    | 3                    | 1                    | —                    |                           |
| 1994                                            | Endangered Species - Lançamento: 9 de agosto - Gravadora: Capricorn Records - Formato: CD                         | 115                  | —                    | —                    | —                    | —                    | —                    | —                    | —                    | —                    |                           |
| 1997                                            | Twenty - Lançamento: 29 de abril - Gravadora: CMC International - Formato: CD                                     | 97                   | —                    | 12                   | —                    | 70                   | 36                   | —                    | —                    | —                    |                           |
| 1999                                            | Edge of Forever - Lançamento: 10 de agosto - Gravadora: SPV - Formato: CD                                         | 96                   | —                    | 19                   | —                    | 47                   | —                    | —                    | —                    | —                    |                           |
| 2000                                            | Christmas Time Again - Lançamento: 12 de setembro - Gravadora: Sanctuary Records - Formato: CD                    | 38                   | —                    | —                    | —                    | —                    | —                    | —                    | —                    | —                    |                           |
| 2003                                            | Vicious Cycle - Lançamento: 20 de maio - Gravadora: Sanctuary Records - Formato: CD, LP                           | 30                   | -                    | 30                   | 150                  | 44                   | —                    | —                    | —                    | —                    |                           |
| 2009                                            | God & Guns - Lançamento: 29 de setembro - Gravadora: Loud and Proud/Roadrunner Records - Formato: CD, LP          | 18                   | -                    | 26                   | 64                   | 37                   | —                    | 38                   | 38                   | 36                   |                           |
| 2012                                            | Last of a Dyin' Breed - Lançamento: 21 de agosto - Gravadora: Loud and Proud/Roadrunner Records - Formato: CD, LP | 14                   | —                    | 10                   | 55                   | 14                   | 12                   | 18                   | 13                   | 83                   |                           |
| "—" denota que o álbum não alcançou as paradas. | |                      |                      |                      |                      |                      |                      |                      |                      |                      |                           |

### Ao Vivo
| Ano  | Detalhes | Posições | Posições | Posições | Posições | Certificações (limiares de vendas) |
| Ano  | Detalhes | US       | CAN      | FRA      | GER      | Certificações (limiares de vendas) |
| ---- | --- | -------- | -------- | -------- | -------- | ---------------------------------- |
| 1976 | One More From The Road - Lançamento: 13 de Setembro - Gravadora: MCA Records - Formatos: LP                         | 9        | 49       | —        | —        | - EUA: 3× Platina - RU: Prata      |
| 1988 | Southern by the Grace of God - Lançamento: 21 de Março - Gravadora: MCA Records - Formatos: CD                      | 68       | —        | —        | —        |                                    |
| 1996 | Southern Knights - Lançamento: 1 de Julio - Gravadora: SPV - Formatos: CD                                           | —        | —        | —        | —        |                                    |
| 1998 | Lyve from Steel Town - Lançamento: 2 de Junho - Gravadora: MCA Records - Formatos: CD                               | —        | —        | —        | —        | - EUA: Ouro                        |
| 2004 | Lynyrd Skynyrd Lyve: The Vicious Cycle Tour - Lançamento: 22 de Junho - Gravadora: Sanctuary Records - Formatos: CD | —        | —        | —        | —        |                                    |
| 2010 | Live from Freedom Hall - Lançamento: 22 de Junho - Gravadora: Roadrunner Records - Formatos: CD                     | —        | —        | 175      | 74       |                                    |

### Compilações
| Ano  | Detalhes | Posições | Posições | Posições | Posições | Certificações (limiares de vendas)) |
| Ano  | Detalhes | US       | CAN      | NOR      | UK       | Certificações (limiares de vendas)) |
| ---- | --- | -------- | -------- | -------- | -------- | ----------------------------------- |
| 1978 | Skynyrd's First and... Last - Lançamento: 15 de Setembro, 1978 - Gravadora: MCA Records - Formatos: CD                                     | 15       | 35       | —        | 50       | - US: Platina                       |
| 1979 | Gold & Platinum - Lançamento: 1979 - Gravadora: MCA Records - Formatos: LP,CD                                                              | 12       | 56       | —        | 49       | - US: 3× Platina                    |
| 1982 | Best of the Rest - Lançamento: 25 de Dezembro, 1982 - Gravadora: MCA Records - Formatos: LP (1982), CD (1990)                              | —        | —        | —        | —        |                                     |
| 1987 | Legend - Lançamento: 5 de Outubro, 1987 - Gravadora: MCA Records - Formatos: CD                                                            | 41       | —        | —        | —        | - US: Ouro                          |
| 1989 | Skynyrd's Innyrds - Lançamento: 30 de Abril, 1989 - Gravadora: MCA Records - Formatos: CD, LP, Cassette                                    | —        | —        | —        | —        | - US: 5× Platina                    |
| 1991 | Lynyrd Skynyrd - Lançamento: 12 de Novembro, 1991 - Gravadora: MCA Records - Formatos: CD                                                  | —        | —        | —        | —        | - US: Ouro                          |
| 1993 | A Retrospective - Lançamento: 1993 - Gravadora: MCA Records - Formatos: CD                                                                 | —        | —        | —        | —        |                                     |
| 1997 | Old Time Greats - Lançamento: 1997 - Gravadora: Repertoire Records - Formatos: CD                                                          | —        | —        | —        | —        |                                     |
| 1998 | Extended Versions: The Encore Collection - Lançamento: 1998 - Gravadora: - Formatos: CD                                                    | —        | —        | —        | —        | - US: Ouro                          |
| 1998 | The Essential Lynyrd Skynyrd - Lançamento: 25 de Agosto, 1998 - Gravadora: MCA Records - Formatos: CD                                      | —        | —        | —        | —        | - US: Platina - UK: Prata           |
| 1998 | Skynyrd's First: The Complete Muscle Shoals - Lançamento: 17 de Novembro, 1998 - Gravadora: MCA Records - Formats: CD                      | —        | —        | —        | —        |                                     |
| 1999 | 20th Century Masters: The Millennium Collection: The Best of Lynyrd Skynyrd - Lançamento: 9 de Março, 1999 - Gravadora: MCA - Formatos: CD | —        | —        | —        | —        | - US: 2× Platina                    |
| 1999 | Solo Flytes - Lançamento: 1999 - Gravadora: MCA Records - Formatos: CD                                                                     | —        | —        | —        | —        |                                     |
| 2000 | All Time Greatest Hits - Lançamento: 14 de Março, 2000 - Gravadora: MCA records - Formatos: CD                                             | 76       | —        | —        | —        | - US: Platina                       |
| 2000 | Christmas Time Again - Lançamento: 12 de Setembro, 2000 - gravadora: Sanctuary Records - Formatos: CD                                      | 38       | —        | —        | —        |                                     |
| 2000 | Collectybles - Released: 21 de Novembro, 2000 - Gravadora: MCA Records - Formats: CD                                                       | —        | —        | —        | —        |                                     |
| 2000 | Then and Now (Lynyrd Skynyrd album) - Çançamento: 2000 - Gravadora: MCA Records - Formatos: CD                                             | —        | —        | —        | —        |                                     |
| 2003 | Thyrty: The 30th Anniversary Collection - Lançamento: 2003 - Gravadora: MCA Records - Formatos: CD                                         | 16       | —        | —        | —        | - US: Platina                       |
| 2005 | Greatest Hits - Lançamento: 2005 - Gravadora: MCA Records - Formatos: CD                                                                   | —        | —        | —        | —        |                                     |
| 2005 | Then and Now Volume Two - Lançamento: 2005 - Gravadora: MCA Records - Formatos: CD                                                         | —        | —        | —        | —        |                                     |
| 2008 | Greatest Hits - Lançamento: 18 de Agosto, 2008 - Gravadora: MCA Records - Formatos: CD                                                     | —        | —        | 29       | —        | - UK: Prata                         |
| 2010 | Icon - Lançamento: 31 de Agosto, 2010 - Gravadora: Geffen/UMe - Formatos: CD                                                               | —        | —        | —        | —        |                                     |

### Singles
| Ano  | Título                                | Posições | Posições | Posições | Posições | Posições | Posições | Certificações     | Álbum                               |
| Ano  | Título                                | US       | US Main  | CAN      | AUT      | SWI      | UK       | Certificações     | Álbum                               |
| ---- | ------------------------------------- | -------- | -------- | -------- | -------- | -------- | -------- | ----------------- | ----------------------------------- |
| 1968 | "Michelle"                            | —        | —        | —        | —        | —        | —        |                   | Single sem álbum                    |
| 1971 | "I've Been Your Fool / Gotta Go"      | —        | —        | —        | —        | —        | —        |                   | Single sem álbum                    |
| 1973 | "Gimme Three Steps"                   | —        | —        | —        | —        | —        | —        |                   | (pronounced 'lĕh-'nérd 'skin-'nérd) |
| 1974 | "Don't Ask Me No Questions"           | —        | —        | —        | —        | —        | —        |                   | Second Helping                      |
| 1974 | "Sweet Home Alabama"                  | 8        | —        | 6        | 56       | 51       | —        | US: Ouro(digital) | Second Helping                      |
| 1974 | "Free Bird"                           | 19       | —        | 47       | —        | —        | 31       |                   | (pronounced 'lĕh-'nérd 'skin-'nérd) |
| 1975 | "Saturday Night Special"              | 27       | —        | 63       | —        | —        | —        |                   | Nuthin' Fancy                       |
| 1976 | "Double Trouble"                      | 80       | —        | —        | —        | —        | —        |                   | Gimme Back My Bullets               |
| 1976 | "Gimme Back My Bullets"               | —        | —        | —        | —        | —        | —        |                   | Gimme Back My Bullets               |
| 1976 | Gimme Three Steps (live)"             | —        | —        | —        | —        | —        | —        |                   | One More from the Road              |
| 1976 | "Free Bird (live)"                    | 38       | —        | —        | —        | —        | —        |                   | One More from the Road              |
| 1977 | "What's Your Name"                    | 13       | —        | 6        | —        | —        | —        |                   | Street Survivors                    |
| 1978 | "You Got That Right"                  | 69       | —        | 63       | —        | —        | —        |                   | Street Survivors                    |
| 1978 | "Down South Jukin'"                   | —        | —        | —        | —        | —        | —        |                   | Skynyrd's First And... Last         |
| 1982 | "Free Bird"                           | —        | —        | —        | —        | —        | 21       |                   | Single sem álbum                    |
| 1987 | "Truck Drivin' Man"                   | —        | 12       | —        | —        | —        | —        |                   | Single sem álbum                    |
| 1988 | "Swamp Music"                         | —        | 16       | —        | —        | —        | —        |                   | Single sem álbum                    |
| 1991 | "Smokestack Lightning"                | —        | 2        | 77       | —        | —        | —        |                   | Lynyrd Skynyrd 1991                 |
| 1991 | "Keeping The Faith"                   | —        | 10       | —        | —        | —        | —        |                   | Lynyrd Skynyrd 1991                 |
| 1993 | "Good Lovin's Hard To Find"           | —        | 6        | —        | —        | —        | —        |                   | The Last Rebel                      |
| 1993 | "Born to Run"                         | —        | 37       | —        | —        | —        | —        |                   | The Last Rebel                      |
| 1997 | "Travelin' Man"                       | —        | 22       | —        | —        | —        | —        |                   | Twenty                              |
| 1997 | "Bring It On"                         | —        | 33       | —        | —        | —        | —        |                   | Twenty                              |
| 1999 | "Preacher Man"                        | —        | 26       | —        | —        | —        | —        |                   | Edge of Forever                     |
| 2003 | "Red White & Blue (Love It or Leave)" | —        | 27       | —        | —        | —        | —        |                   | Vicious Cycle                       |
| 2009 | "Still Unbroken"                      | —        | 40       | —        | —        | —        | —        |                   | God & Guns                          |
| 2009 | "Simple Life"                         | —        | —        | —        | —        | —        | —        |                   | God & Guns                          |
| 2010 | "Skynyrd Nation"                      | —        | —        | —        | —        | —        | —        |                   | God & Guns                          |
| 2010 | "That Ain't My America"               | —        | —        | —        | —        | —        | —        |                   | God & Guns                          |
| 2012 | "Last Of A Dyin' Breed"               | —        | —        | —        | —        | —        | —        |                   | Last Of A Dyin' Breed               |

### Videografia
| Ano  | Título | Certificações (limiares de vendas)) |
| ---- | --- | ----------------------------------- |
| 1988 | Lynyrd Skynyrd Tribute Tour - Lançamento: 1988 - Gravadora: MCA Records - Formatos: VHS                                    | - US: Ouro                          |
| 1996 | Freebird... The Movie - Lançamento: 13/30 de Agosto, 1996 - Gravadora: MCA Records - Formatos: VHS                         |                                     |
| 1998 | Lyve from Steel Town - Lançamento: 2 de Junho, 1998 - Gravadora: CMC International - Formatos: VHS                         | - US: Ouro                          |
| 2004 | Lynyrd Skynyrd Lyve: The Vicious Cycle Tour - Lançamento: 22 de Junho, 2004 - Gravadora: Sanctuary Records - Formatos: DVD | - US: Ouro                          |
| 2007 | Lynyrd Skynyrd: Live from Austin, TX - Lançamento: 5 de Junho, 2007 - Gravadora: Sanctuary Records - Formatos: DVD         | - US: Ouro                          |